# Ахлим
Ахлим (англ. Aughleam, также Aghleam ; ирл. Eachléim) — деревня в Ирландии, находится в графстве Мейо (провинция Коннахт) на региональной трассе R313. Является частью Гэлтахта.
Название происходит от слов «лошадь» и «прыжок»; согласно легенде, границы поселения определила лошадь, прыгнувшая с востока на запад.
В городе есть музей, открытый 13 августа 1997 года президентом Ирландии Мэри Робинсон. Представленная в музее коллекция повествует о быте людей этих мест (фольклор, археологические находки, история, устройство старых домов).